# Orectanthe sceptrum
Orectanthe sceptrum là một loài thực vật hạt kín trong họ Hoàng đầu. Loài này được (Oliv.) Maguire mô tả khoa học đầu tiên năm 1958.